# 9К72 «Ельбрус»

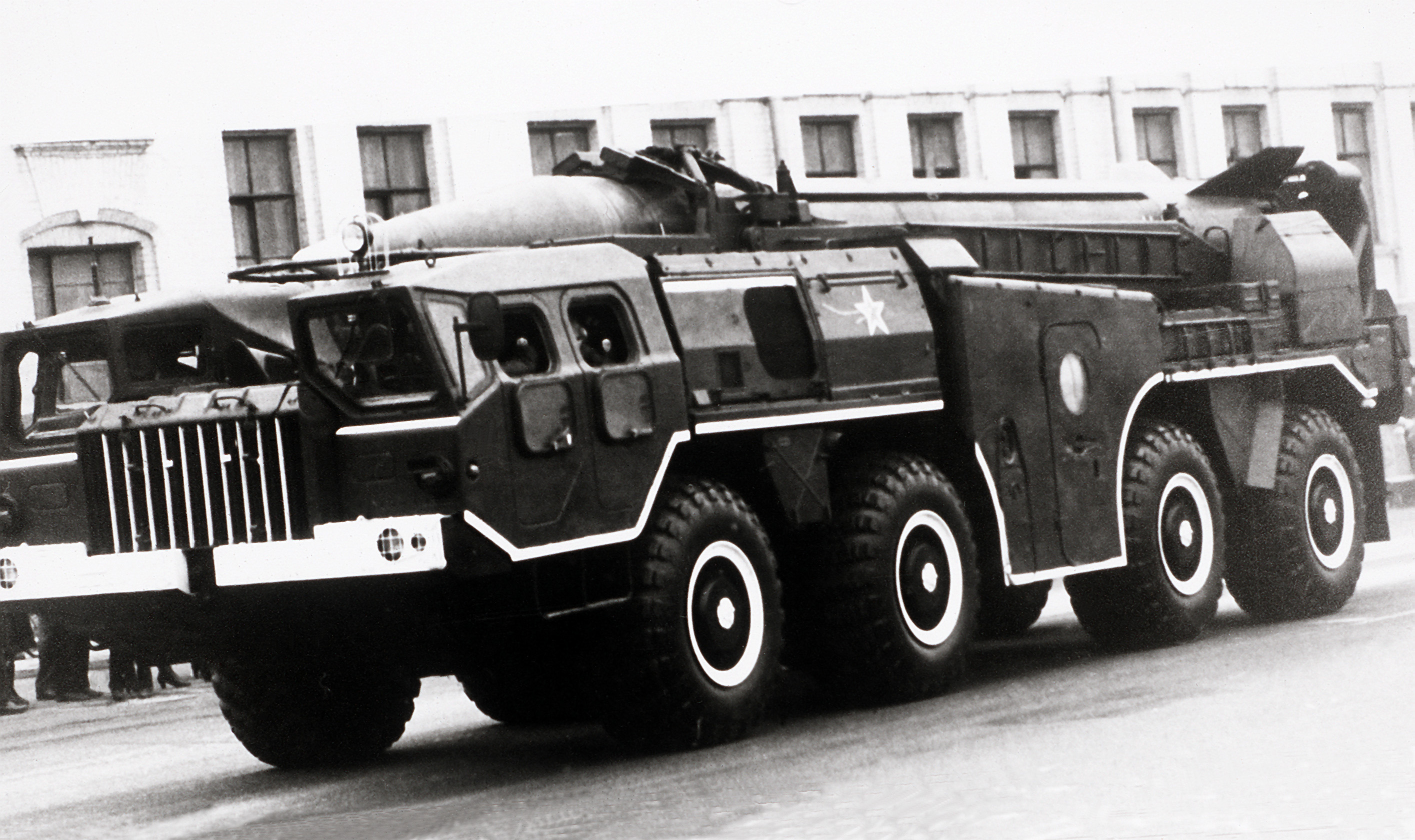
Радянський СПУ «Скад-Б» (1985)

9К72 «Ельбрус» (індекс ГРАУ — 9К72, за класифікацією НАТО — SS-1c/b/e SCUD-B/C/D) — мобільний оперативно-тактичний ракетний комплекс, розроблений в СРСР у кінці 1950-х на початку 1960-х років.
До складу компексу входила самохідна пускова установка 9П117 на базі МАЗ-543, яка здійснювала запуск балістичної ракети малої дальності Р-17.
Належить до числа наймасовіших оперативно-тактичних комплексів. Виготовлено понад п'ять тисяч ракет до нього, активно постачався на експорт, було налагоджене виробництво його похідних в Іраку, Ірані, КНДР. Був застосований в численних військових конфліктах з 1973 року.

## Історія
24 лютого 1958 року підписано документи ВПК при Раді Міністрів СРСР і Постанова Радмину СРСР про створення комплексу ОТРК на базі Р-11М № 378-181 вийшло 1 квітня 1958 р. Ескізний проект захищений в НДІ-88 у вересні 1958 р., випуск конструкторської документації завершений в листопаді 1958 г. Виробництво дослідної серії і прототипів (Р-17 — варіант 1 — двигун ОКБ-3) велося на заводі СКБ-385 в м. Златоуст (головний конструктор — Макєєв В. П.) за участю ряду КБ і НДІ.
У квітні 1959 р. отримані тактико-технічні вимоги ГАУ МО СРСР на ракету. У травні 1959 р ТТТ затверджено, отриманий індекс ракети ГРАУ 8К14. За Постановою Радміну СРСР від 17 червня 1959 р. серійне виробництво ракет Р-17 / 8К14 (Р-17 — варіант 2 — двигун ОКБ-5 — з 1962 р) велося на Воткинском машинобудівному заводі № 235 (м. Воткінськ, серія з 1959 по 1984 рр.). Наприкінці липня 1959 року розпочато складання перших двох ракет для вогневих випробувань. Збірка ракет для льотних випробувань розпочато в серпня 1959 р.
Розробниками основних систем комплексу були призначені:
- НДІ-592 — по бортової системи управління (головний конструктор — Н. А. Семіхатов);
- ОКБ-3 — по двигуну на першому етапі льотних випробувань (головний конструктор — Д. Д. Севрук, провідний конструктор — Н. І. Леонтьєв);
- ОКБ-5 — по двигуну з другого етапу льотних випробувань (головний конструктор — А. М. Ісаєв, провідний конструктор — Н. В. Малишева);
- НДІ-6 — по розривному заряду і звичайного спорядження головної частини;
- НДІ-944 — по гіроскопічним приладів (головний конструктор — В. І. Кузнєцов);
- НДІ-1011 МСМ — по спецзаряду і комплекту електроавтоматики (науковий керівник — Ю. Б. Харитон, головний конструктор — С. Г. Кочарянц);
- ДСКБ — по комплексу наземного обладнання, (головний конструктор — В. П. Петров, провідний конструктор С. С. Ванін);
- Завод № 784 Київського раднаргоспу — за приладами прицілювання (головний конструктор Парняков С. П.);
- Дослідне конструкторське бюро Ленінградського Кіровського заводу — по стартовому агрегату на гусеничному ходу (головний конструктор — Котін Ж. Я.);
- ЦКБ важкого машинобудування — по стартовому агрегату на колісному ходу (головний конструктор — Кривошеїн М. О.).

12 грудня 1959 року на полігоні Капустин Яр відбувся перший випробувальний пуск ракети Р-17.
7 листопада 1961 р. чотири гусеничні самохідні пускові установки 2П19 з ракетами Р-17 вперше пройшлися Червоною площею під час військового параду.
24 березня 1962 р. оперативно-тактичний ракетний комплекс 9К72 «Ельбрус» з ракетою 8К-14 (Р-17) постановою Ради міністрів СРСР був прийнятий на озброєння.

## Ракета
| Основні характеристики вихідних і модернізованих варіантів ракети |       |        |             |         |         |
| за класиф. НАТО                                                   | —     | Scud-A | Scud-B      | Scud-C  | Scud-D  |
| Позначення розвідуправління МО США                                | ss-1a | ss-1b  | ss-1c       | ss-1d   | ss-1e   |
| Індекс ГРАУ                                                       | 8А61  | 8К11   | 8К14 8К14-1 | 9М77    | 8К14-1Ф |
| Офіційне позначення                                               | Р-11  | Р-11М  | Р-17        | Р-17М   | Р-300   |
| Прийнята на озброєння                                             | 1958  | 1957   | 1964        | 1965    | 1989    |
| Довжина корпусу, м                                                | 10,34 | 10,7   | 11,25       | 11,25   | 12,29   |
| Діаметр корпусу, м                                                | 0,88  | 0,88   | 0,88        | 0,88    | 0,88    |
| Стартова маса, кг                                                 | 5409  | 4400   | 5900        | 6400    | 6500    |
| Дальність стрільби макс., км                                      | 180   | 150    | 300         | 575-600 | 700     |
| Пускове пальне, кг                                                | —     | 950    | 985         | 600     | 985     |
| Точність стрільби (КІВ), м                                        | —     | 4000   | 900         | 900     | 50      |

8К14 — є одноступінчатою ракетою з несучими паливними баками та невідокремлюваною БЧ. За рахунок використання насосної системи подачі палива, тиск всередині баків ракети Р-17 знижено більш, ніж в 6 разів у порівнянні з Р-11М, що дозволило зменшити товщину стінок баків. Система управління ракети інерціальна, наведення ракети відбувається прицілюванням на стартовому столі, на активній ділянці траєкторії з використанням газодинамічних рулів. Однокамерний двигун РРД С5.2 / 9Д21 ОКБ-5 (головний конструктор — Ісаєв О. М., провідний конструктор — Малишева Н. В.), створений на базі С2.253А ракети Р-11М. Пальне — гасова суміш ТМ-185, окислювач — АК-27І, пускове пальне — ТГ-02 «Самин».

## Пускова установка
Дослідна, колісна СПУ 2П20 на шасі МАЗ-535А. Випробування велося в 1961—1962 роках, СПУ випробування не пройшла — потрібно посилити раму;
СПУ типу 2П19 / 2П19-1 — «об'єкт 810» / «об'єкт 816» / «об'єкт 817». Гусенична СПУ на базі ІСУ-152К (ІС-2) розроблена ОКТБ Кіровського заводу (м. Ленінград) під керівництвом Ільїна К. Н., генеральний конструктор — Котин Ж. Я., 1963 року «об. 817» оснащувався краном для навантаження ракети на лафет, випущена в якості дослідного зразка. Установка «об. 810» вироблена дослідною партією 56 од. на Кіровському заводі. Маса — 41,5 т.
Пускова установка 9П117 розроблена на базі чотиривісного колісного шасі МАЗ-543. Двигун розташований в передній частині машини. По боках від нього знаходяться дві двомісні кабіни. Сидіння в кабінах розміщені тандемом. Всі колеса шасі ведучі. Перша і друга пара коліс — керовані. Всі колеса мають незалежну підвіску.
Комплекс 9К72 з ракетою 8К14 на стратових агрегаті 2П19 (на базі ІСУ-152К) постановою Ради міністрів СРСР був прийнятий на озброєння 24 березня 1962 р. Колісний стартовий агрегат транспортних випробувань не витримав — треба було посилити раму. Після проведених доробок пускова установка 9П117 на колісному шасі автомобіля МАЗ-543 була прийнята на озброєння постановою Ради Міністрів СРСР № 75-26 від 27.1.1967 р. Надалі 2П19 замінялися на 9П117, але ця заміна була проведена не повсюдно. До кінця 80-х років 2П19 все ще перебували на озброєнні в ракетних бригадах в Кандалакше і на Кавказі, де гусенична техніка краща за колісну.

## Бойове застосування

### Війна Судного дня
Невелика кількість Р-17 було використано Єгиптом проти Ізраїлю під час війни 1973 року.

### Ірано-іракська війна
Близько 600 Р-17 і їх модифікацій було використано для обстрілу міст як Іраком, так і Іраном під час ірано-іракської війни (так звана «війна міст»), 1980—1988 роки. Іракці розробили на основі Р-17 ракети більшої дальності — «Аль-Хусейн» (англ. Al Hussein) і «Аль-Аббас».

### Війна в Афганістані
Протягом 1979—1989 років радянська армія використала більше 2,000 ракет «Скад» в війні проти Афганістану.

### Війна в Нагірному Карабасі
Як поінформувало Міністерство оборони Азербайджану Вірменія зі своєї території використала 9К72 «Ельбрус» для обстрілу Азербайджану в напрямку міста Мінгечаур.
Азербайджан заявив про знищення вірменського оперативно-тактичного ракетного комплексу 14 жовтня 2020 року.
Через два дні, 16 жовтня 2020 року видання BBC News оприлюднило фото знищеної пускової установки ОТРК «Ельбрус» у Вірменії.
Комплекс був розміщений на території Вірменії неподалік Кельбаджарського району Азербайджану у Нагірному Карабасі. Розгортання комплексу було помічено близько 8:36 14 жовтня 2020 року.
«З метою забезпечення безпеки цивільного населення як легітимна військова ціль ракетний комплекс, розміщений на стартовій позиції, був виведений з ладу точним вогнем», — повідомило міністерство оборони Азербайджану.
Окрім знищення цього вірменського ОТРК, заявлено, що того ж дня близько 1:00 на тому ж напрямку були знищені ще декілька інших комплексів вірмен виведених на стартові позиції.
Азербайджан стверджує, що в районах розміщення вогневих позицій ОТРК не було цивільних об'єктів чи іншої інфраструктури.
Згодом інформацію про ураження військової техніки на території Вірменії офіційно підтвердили у міністерстві оборони Вірменії: «ЗС Азербайджану 14 жовтня нанесли удари по військовій техніці, яка використовувалась в ході бойового чергування на території Республіки Вірменія, біля Карвачара (Кельбаджар), лише на основі припущень про те, що ця техніка готова була нанести удар по мирним населеним пунктам Азербайджану. На щастя жертв та поранених немає».

## Оператори
- Вірменія — 8 SS-1C Scud-B, станом на 2016 рік
- Білорусь — 60 ПУ на 2016 рік
- В'єтнам — кілька Scud-B/C на 2016 рік
- Єгипет — 9 Scud-B на 2016 рік
- Ємен — 6 ПУ Scud-B і 33 ракети
- КНДР — більше 30 ПУ Scud-B/C і не менше 200 ракет на 2016 рік
- Лівія — 400 ракет, на 1997 рік було 80 ПУ
- ОАЕ — 6 ПУ Scud-B і до 20 ракет на 2016 рік
- Росія — деяку кількість на зберіганні, станом на 2016 рік. Станом на 1991—1992 рр. оцінювалося в 550 Scud-B/C
- Сирія — 18 Scud-B/C/D на 2010 рік (28 ПУ Р-17Е на 1997 рік)
- Казахстан — 18 ПУ Scud-B в 44-й рбр, в 1991 році
- Туркменістан — 16 ПУ Scud SS-1 на 2016 рік.

Інші оператори
- Хезболла — SS-1D Scud-C і SS-1E Scud-D використовується в Лівані станом на 2016 рік.

Зняті з озброєння
- Афганістан — в 1989 р. ~43 ПУ перебувало на озброєнні ракетного батальйону гвардії особливого призначення Міністерства державної безпеки Республіки Афганістан. В 2005 р. лише 4 ПУ.
- Болгарія — 36 ПУ перебувало на озброєнні, за даними на 1995 рік у складі трьох ракетних бригад
- Угорщина — 8 ПУ перебувало на озброєнні 5-ї змішаної ракетної бригади (Тапольца).
- Ірак — 32 ПУ та 500—800 ракет перебувало на озброєнні 2-х ракетних бригад (223, 224) станом на 1991 рік
- Іран — більше 12 ПУ Scud-B/C і 300 ракет
- НДР — 24 ПУ перебувало на озброєнні 3-й Рбр «Otto Schwab» і 5-й Рбр «Bruno Leuschner»
- Польща — 36 ПУ та 65 ракет перебувало на озброєнні 4 ракетних бригад (2, 3, 18, 32) станом на 1989 рік.
- Румунія — 18 ПУ та 72 ракети перебувало на озброєнні 2-х ракетних бригад (32-я і 37-я) станом на 1989 рік
- Україна — 132 ПУ і 185 ракет, комплекс знятий з озброєння в 2007 році, 12 квітня 2011 року завершено його утилізацію
- Чехословаччина — 58 ПУ складався на озброєнні 3 оперативно-тактичних ракетних бригад (311, 321, 331) за станом на 1989 рік
- Югославія — 4 ПУ Scud-B
- СРСР — близько 650 комплексів, всього було вироблено до кінця 1990 року, з них гусеничних 56 одиниць.